# Château de Champigny
Le château de Champigny est situé à Haut-Bocage, en France.

## Localisation
Le château est situé sur la commune de Haut-Bocage, dans le département de l'Allier, en région Auvergne-Rhône-Alpes. 

## Description
Le château de Champigny consiste en un grand corps de logis rectangulaire à deux niveaux, agrémenté de deux ailes en léger retour d’équerre. Il est situé sur une terrasse de la vallée du Cher. Le parc abrite une chapelle de style néogothique. La façade arrière reçoit un avant-corps central de plan carré, couvert d’un toit à quatre pans, avec frise et épis de faîtage.